# City kids
City kids is het zevende studioalbum van Spyro Gyra. Het is opgenomen in de nieuwe eigen studio van Beckenstein Bear Tracks te Suffern. Opnieuw had de band een beroemdheid uit de jazzwereld aan zich weten te binden: Eddie Gomez. In de ondersteunende blazerssectie zaten twee ex-leden van Blood, Sweat & Tears, Lew Soloff en Dave Bargeron op respectievelijk trompet en trombone.

## Musici
- Jay Beckenstein: altsaxofoon, sopraansaxofoon, lyricon (alle tracks)
- Tom Schuman: toetsinstrumenten (alle tracks, behalve 4 en 8)
- Jeremy Wall: toetsinstrumenten (4, 5)
- Jorge Dalto: piano (3)
- Richard Tee: elektrische piano (4, 8)
- Will Lee: basgitaar (2, 4)
- Eddie Gomez: basgitaar (3, 6)
- Marcus Miller: basgitaar (5,7,8)
- Kim Stone: basgitaar (1)
- Steve Love: gitaar (2, 4, 5, 7,8)
- Chet Catallo: gitaar (1,2, 3, 5, 7)
- Hiram Bullock: gitaar (2, 4, 7)
- Steve Jordan: slagwerk (2, 4, 7)
- Eli Kornikoff: slagwerk (1)
- Steve Gadd : slagwerk (3, 5, 6, 8), percussie (4,8)
- Gerardo Velez: percussie (1, 2, 5, 7)
- Manolo Badrena: percussie (1, 2, 3, 5, 6)
- Dave Samuels: vibrafoon en marimba (3, 4, 5, 6)
- Lani Groves – zang (1)

## Muziek
| Nr. | Titel                             | Duur |
| --- | --------------------------------- | ---- |
| 1.  | City kids (Schuman)               | 5:11 |
| 2.  | Serpent in paradise (Beckenstein) | 4:45 |
| 3.  | A ballad (Beckenstein)            | 5:42 |
| 4.  | Nightlife (Jeremy Wall)           | 4:32 |
| 5.  | Islands in the sky (Wall)         | 6:44 |
| 6.  | Conversations (Schuman)           | 5:34 |
| 7.  | Silver linings (Beckenstein)      | 4;36 |
| 8.  | Haverstraw road (Beckenstein)     | 5:00 |